# کلیسای جامع سنت ادموندزبوری
کلیسای جامع سنت ادموندزبوری (انگلیسی: St Edmundsbury Cathedral) یک کلیسای جامع در منطقه سنت ادموندزبوری، سافک، انگلستان است.
این کلیسا در قرن ۱۱ بنیان‌گذاری شده اما ساختمان کنونی آن در سال ۱۵۰۳ میلادی ساخته و در سال ۲۰۰۷ مورد بازسازی قرار گرفته‌است.

## نگارخانه

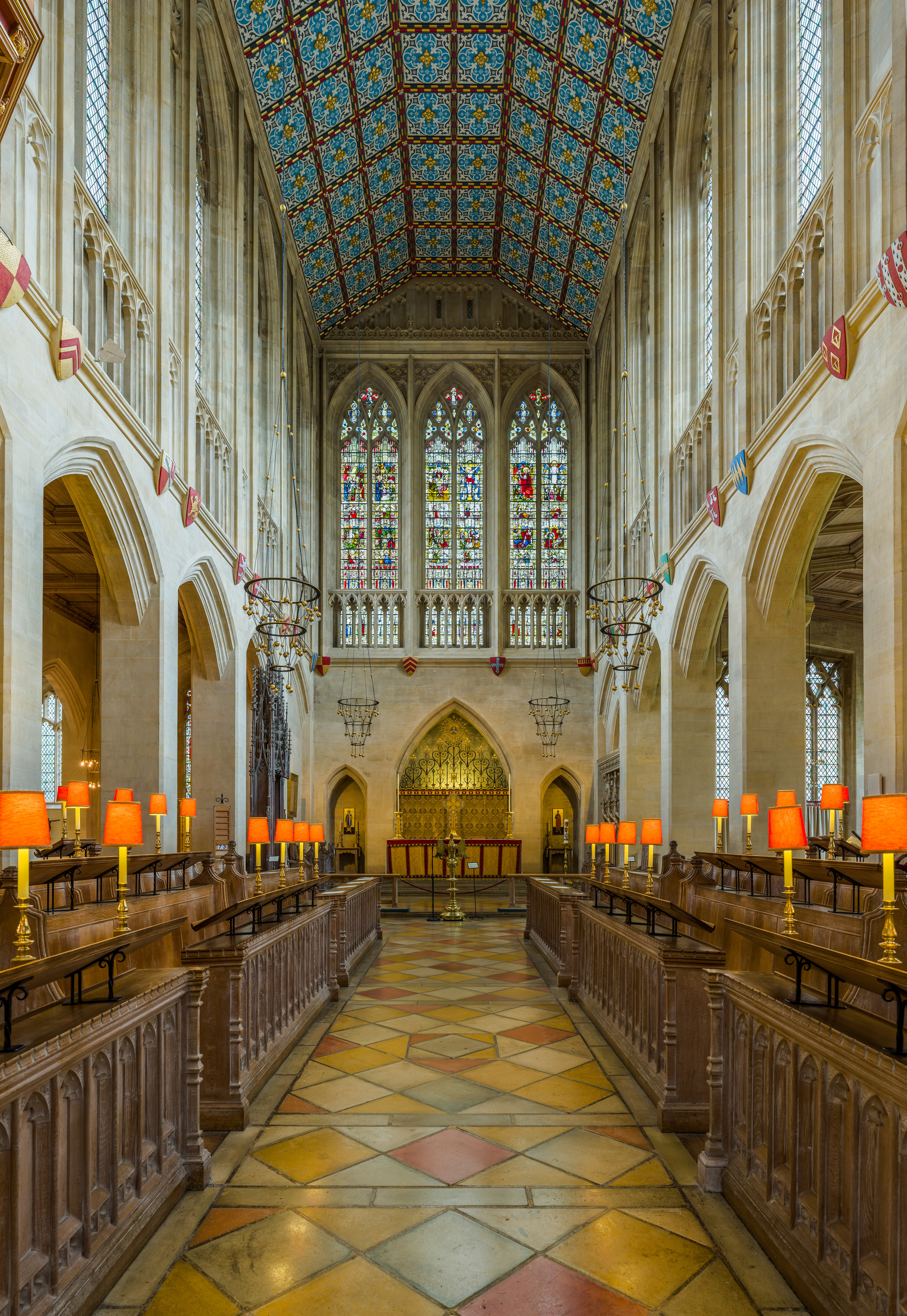
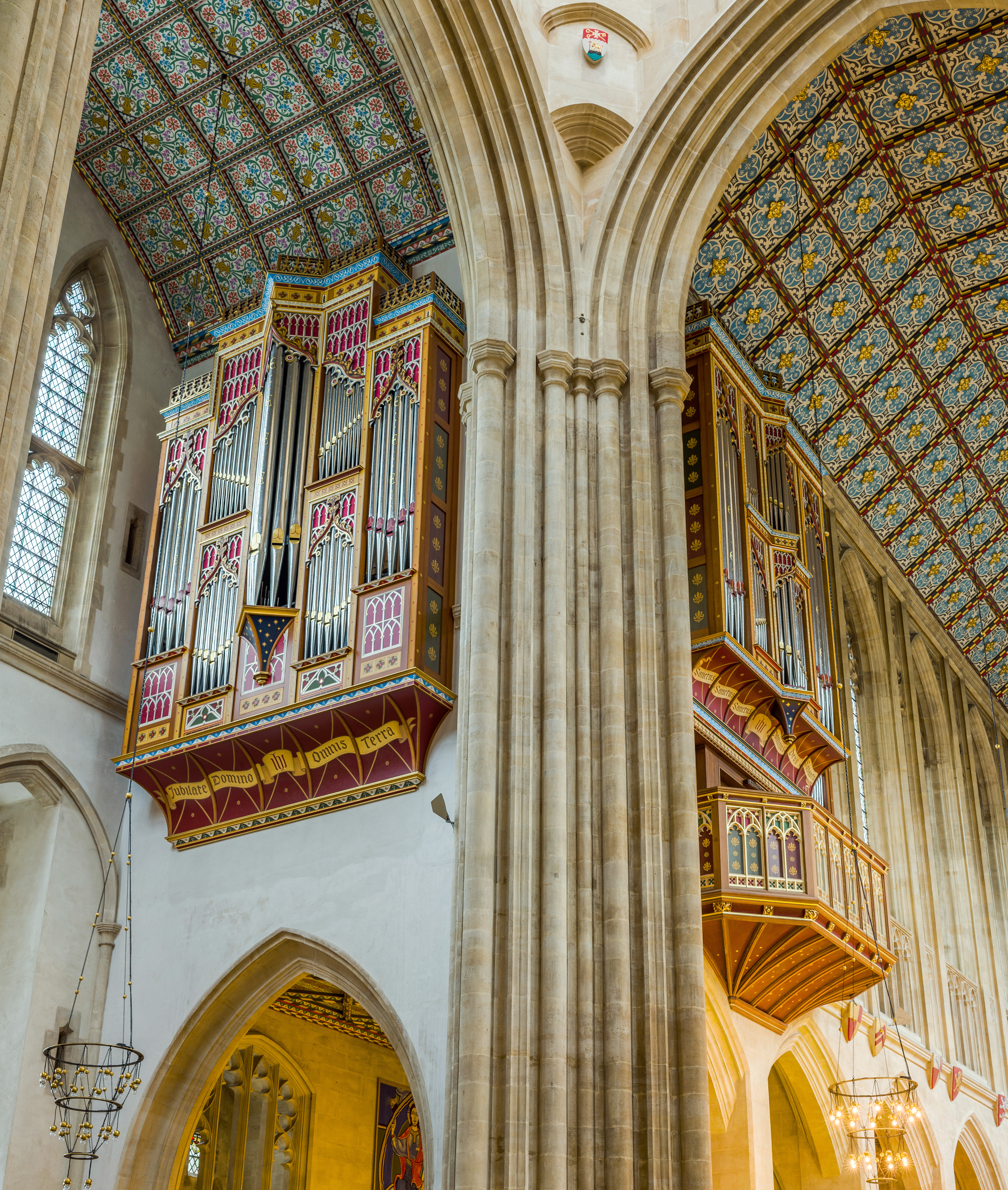
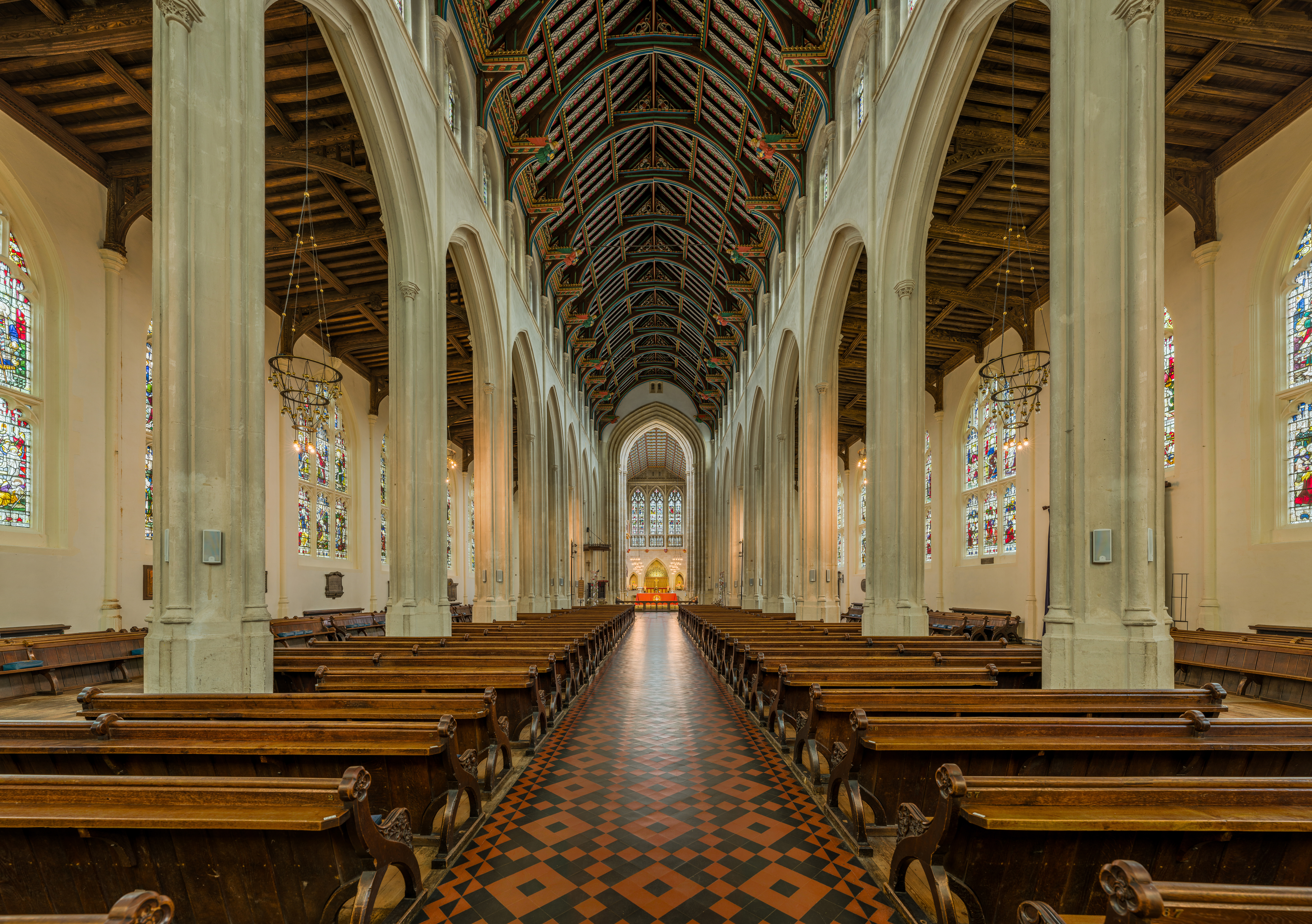
شبستان کلیسای جامع سنت ادموندزبوری، نمای شرق
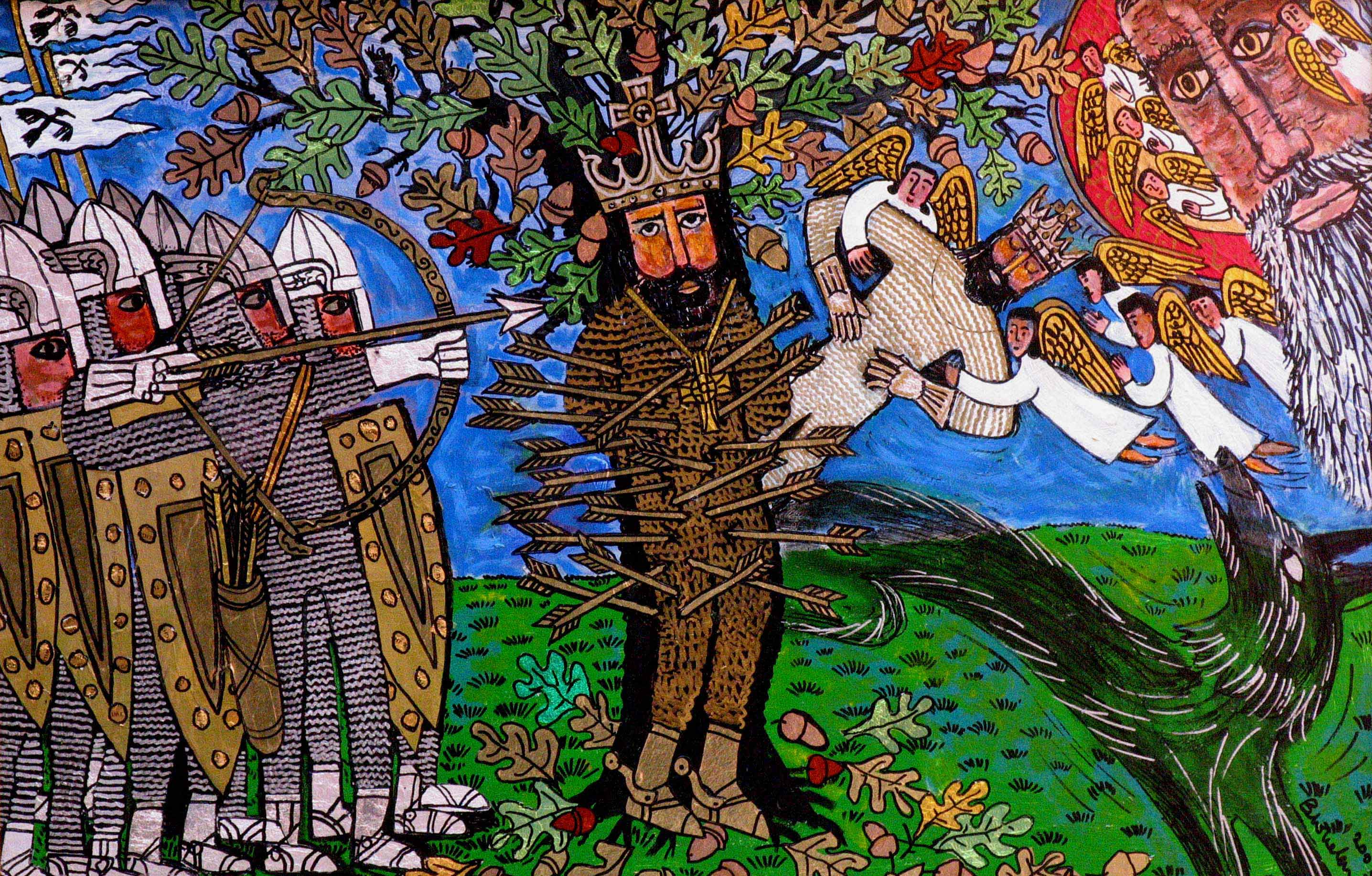
شهادت سنت ادموند اثر برایان ویلان
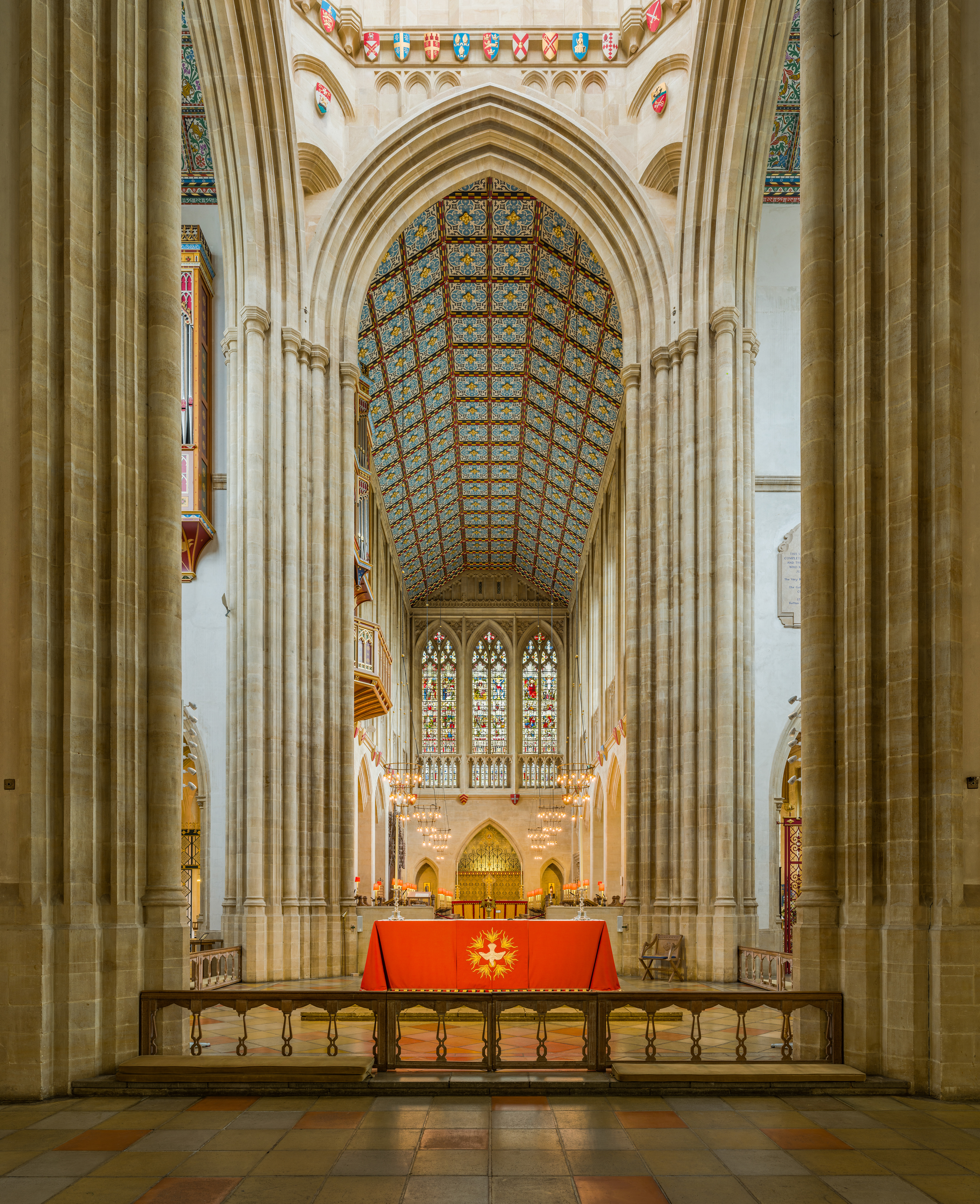
نمایی از شبستان تا حرم
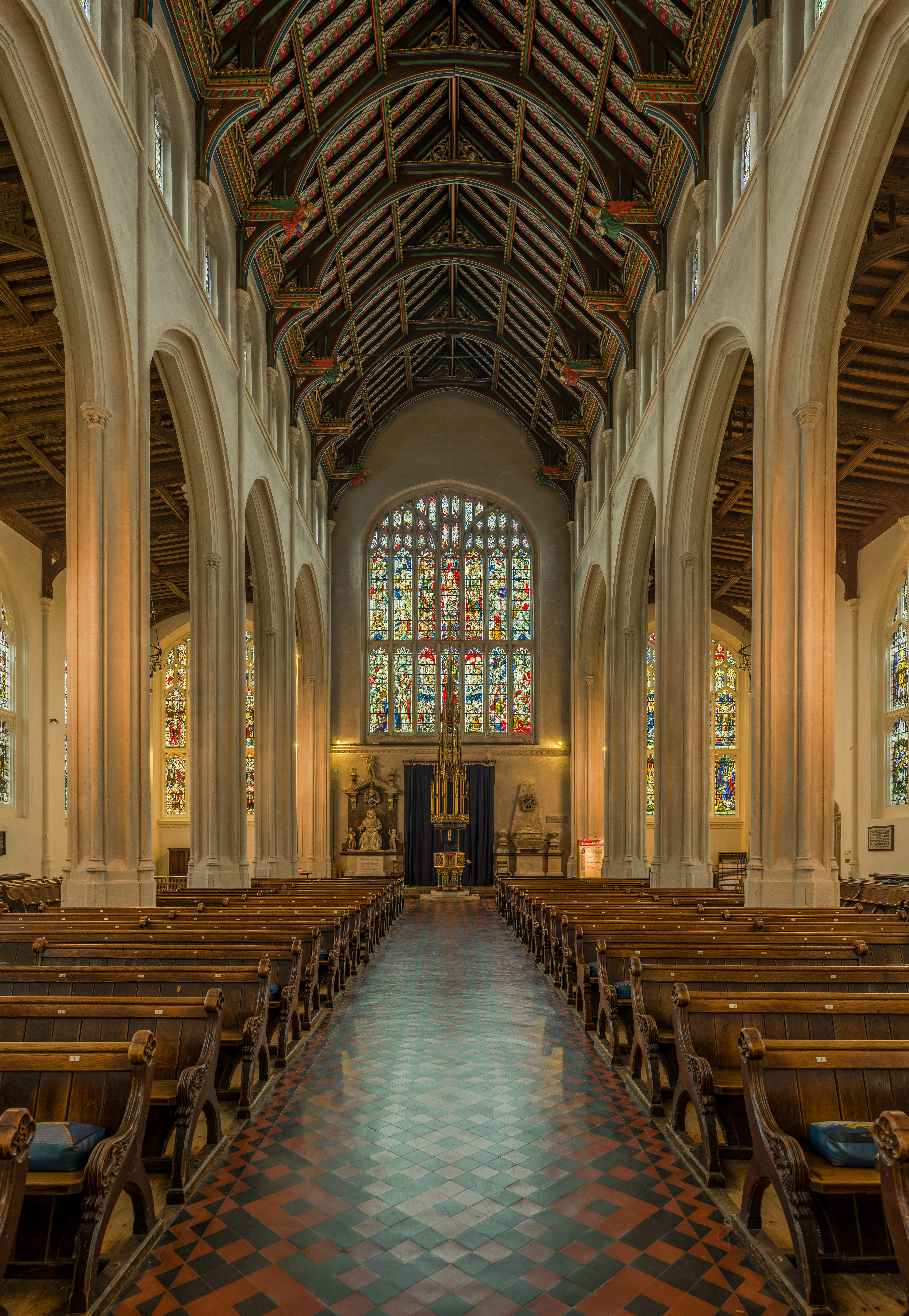
نمای غرب به سمت ورودی شبستان
گروه کر به سمت شبستان می‌نگرد
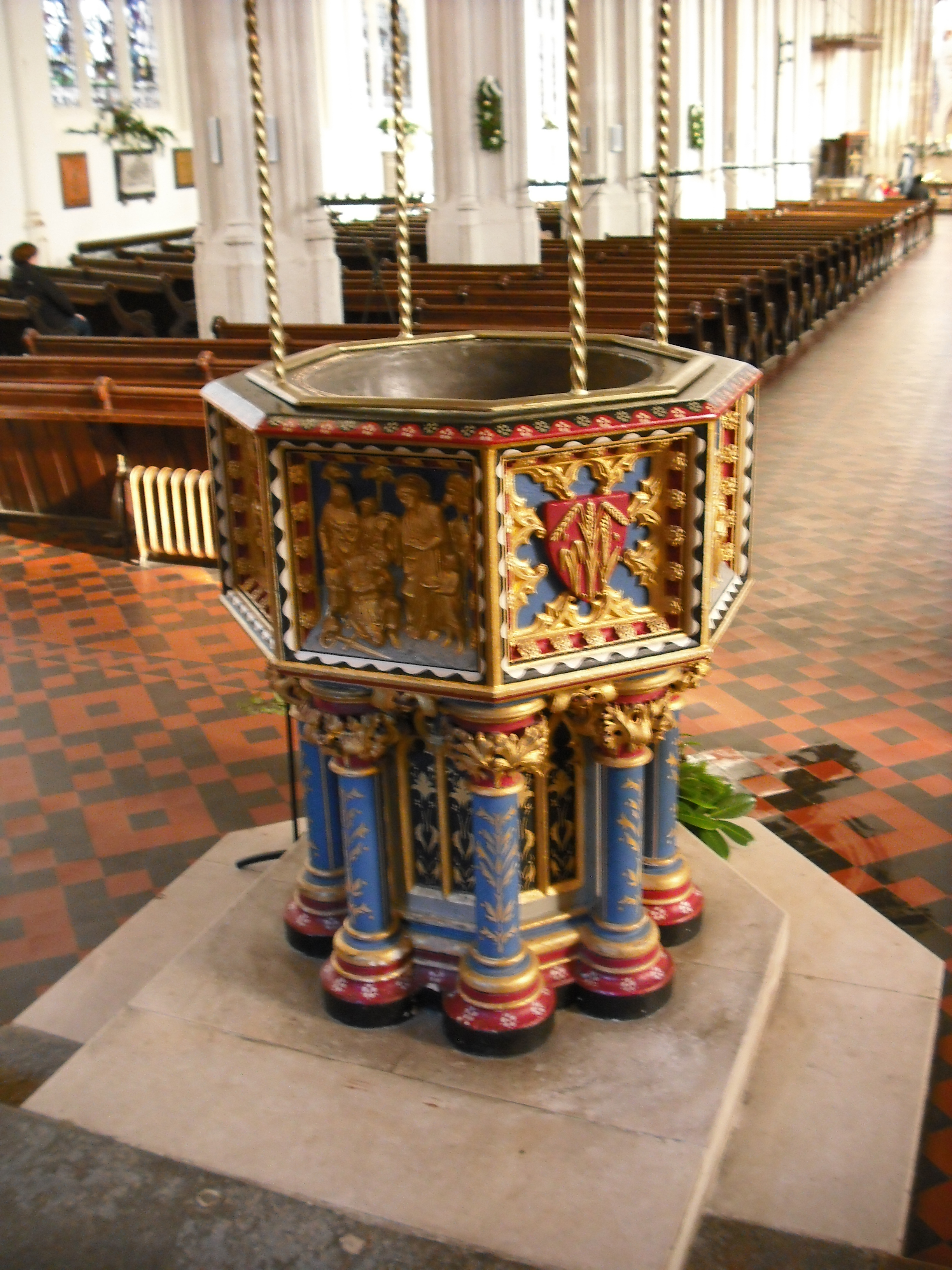
حوض غسل تعمید